# Новокаледонская котловина
Новокаледо́нская котлови́на — узкое понижение дна в юго-западной части Тихого океана.
Новокаледонская котловина отделяет поднятие Лорд-Хау от острова Новая Каледония и лежащего на его продолжении подводного хребта Норфолк. Глубина котловины составляет более 3 км, мощность коры — от 8 до 10 км.